# L'Enfer des anges
Pour plus de détails, voir Fiche technique et Distribution.
L'Enfer des anges est un film français réalisé par Christian-Jaque, tourné en 1939 et sorti en 1941.

## Synopsis
À la fin des années 1930, un drame de la misère se déroule dans un taudis. Battu régulièrement, un jeune garçon est finalement laissé pour mort par son père qui lui a donné un coup de fer à repasser. L'homme emporte le corps qu'il abandonne dans un terrain vague, mais quelque temps après, le garçon se réveille. Il erre dans la banlieue parisienne, il a perdu la mémoire et ne se souvient même plus de son prénom.
Une jeune fille, Lucette, évadée d'une maison de redressement est elle aussi perdue et se cache de la police. Elle fait la rencontre du garçon, le prénomme Lucien et s'attache à lui. Ils finissent par s'intégrer tant bien que mal à la population misérable de la cité Henri IV, un bidonville de l'est parisien. Une bande d'enfants de la cité, livrés à eux-mêmes, occupent la rue et sont exploités par Monsieur Max, un marlou veule et manipulateur, qui les emploie pour vendre de la drogue.
Lucien, qui recherche toujours sa famille hypothétique, s'est présenté dans une propriété de Neuilly où une riche famille avait passé une annonce dans un journal pour retrouver leur fils fugueur. Ce ne sont évidemment pas ses parents, mais le récit ébloui qu'il fait de cette visite à la bande des enfants de la rue constitue des renseignements qui sont entendus par Max qui va cambrioler la propriété de Neuilly. Lucien est accusé à tort par la police et son véritable père retrouve sa trace. Lucette désespérée de la disparition de Lucien se jette alors dans le canal. Il existe deux versions pour la fin : Lucette meurt (version tragique perdue) ou Lucette est sauvée de la noyade, version qui sera diffusée en 1941.

### Avertissement liminaire
Le film s'ouvre par un texte explicatif exposant les intentions des scénaristes en cette année 1941 :
« Ce film expose dans sa cruelle vérité la détresse de l'enfance abandonnée, sans guide, sans défense, sans tendresse dans la vie. Il ne faut plus d'enfance malheureuse dans la nouvelle France. Ceux qui vous montrent ce drame sur cet écran ne le font que dans l'espoir qu'on ne pourra plus voir de tels spectacles dans la réalité. L'Enfer des Anges est un appel au cœur  de tous pour une collaboration avec l’État, afin de protéger et de sauver ceux qui feront le France de demain : les tout-petits d'aujourd'hui. »

## Fiche technique
- Titre : L'Enfer des anges
- Réalisation : Christian-Jaque
- Scénario : Pierre Véry
- Adaptation : Pierre Ramelot
- Dialogues : Pierre Laroche
- Photographie : Maurice Barry, Otto Heller, Alain Renoir et André Thomas
- Montage : William Barache et Claude Nicole
- Musique : Henri Verdun
- Décors : Jean d'Eaubonne et Paul-Louis Boutié
- Photographe de plateau : Léo Mirkine
- Producteur : Émile Darbon
- Sociétés de production : Societé Anonyme de Réalisations d'Œuvres Cinématographiques (SAROC), Ciné Alliance
- Année de tournage : 1939
- Pays de production :  France
- Format : Noir et blanc — 35 mm — 1,37:1 — Son : Mono
- Genre : Film dramatique
- Durée : 96 minutes
- Date de sortie :
  - France : 13 février 1941

## Distribution
- Louise Carletti : Lucette
- Jean Claudio : le jeune Lucien
- Serge Grave : Paul Minain
- Marcel Mouloudji : le jeune Léon
- Félix Claude : René dit La Science
- Berthe Tissen : Marie dite La Planche
- Robert Rollis : Julot
- Lucien Gallas : Jean Ballard
- Sylvia Bataille : Simone
- Jean Tissier : monsieur Max
- Dorville : le père La Loupe
- Bernard Blier : Nénesse, la patron du bistrot Au p'tit Zouave
- Jean Brochard : monsieur Petitot, le philatéliste
- René Bergeron : Sulpice, le père de Lucien
- Fréhel : la compagne du père de Lucien
- Raoul Marco : Hémery, le menuisier
- Lionel Salem : le Rouquin
- Jean Buquet : le jeune garçon de Neuilly
- Robert Tourneur

## Édition
Le film est édité en VHS en 1999 par René Chateau dans la collection La Mémoire du Cinéma Français puis en 2020 en version combo Blu-ray et DVD par Pathé Vidéo, le film version restaurée et agrémenté de nombreux bonus.

## Autour du film
- L'idée du film germe dans l'esprit du réalisateur grâce au grand succès des Disparus de Saint-Agil sorti en 1938. Il reprend la même équipe technique ainsi qu'une partie des comédiens (Jean Claudio, Serge Grave, Marcel Mouloudji, Robert Rollis, Jean Buquet) et décide de faire un deuxième « film de gosses » mais cette fois le propos est plus noir, le scénariste se documente avec les travaux d'Alexis Danan, journaliste à Paris-Soir et va traiter de l'enfance maltraitée.[réf. souhaitée]
- Le film est terminé début 1940 mais la censure empêche sa projection pendant un an sous prétexte que sa vision misérabiliste de la banlieue française est exagérée. C'est le changement de régime et le pétainisme qui autorisent le film avec l'accord de l'occupant.[réf. souhaitée]
- Dans la distribution on trouve la chanteuse Fréhel et un chanteur en devenir : Mouloudji.

## Récompenses et distinctions
Le film faisait partie de la sélection française pour la création du Festival de Cannes 1939 qui sera annulée. Lors de la réédition commémorative de l'évènement, en 2019 à Orléans « Festival de Cannes 1939, le retour », le film est présenté dans une version restaurée et reçoit le prix spécial du jury.